# Марија Трандафил
Марија Трандафил (Нови Сад, 25. децембар 1816 — Нови Сад, 14. октобар 1883) била је српска добротворка и новосадска велепоседница која се понекад назива „највећом српском добротворком”. Одликована је орденом Црвеног крста. Између осталог, подигла је зграду за сиротиште у којој се данас налази седиште Матице српске (од 1927).

## Биографија
Марија Поповић је рођена у Новом Саду, 1816. године, у угледној ћурчијској породици Поповић, која је била грчког порекла. Не зна се много о њеном школовању, а постоје подаци да је била писмена и да је читала немачку литературу. Удала се за Јована Трандафила, грчког трговца крзном из Ердеља (Трансилванија), који овом женидбом добија право за насељавање у Нови Сад и статус слободног грађанина вароши. Тада купује кућу у Главној улици («Својина») у коју се усељава са супругом. Веома брзо је успешном трговином удвостручио свој капитал.
Пошто су им деца рано умрла, као и Маријина браћа, отац и мајка, читаву имовину породице Поповић остављају завештањем својој кћерци. Након смрти мужа Јована Трандафила, Марија се враћа у своју родну кућу «Код иконе» где и умире 1883. године "лицем на Св. Параскеву". Лука Јоцић је тада био настојатељ њених добара. Након балзамовања, њено тело је пренето у новосадски саборни храм где је опојана. Посмртни остаци покојнице су похрањени у породичној крипти (њихове задужбине) Николајевске цркве у Новом Саду. Николајевску цркву је иначе њен супруг Јован Трандафил још за живота (после 1849) "сам Богу на славу подигао и украсио" а и ту почива од октобра 1862. године.
По другом тестаменту из 1878. године удова Марија је основала нарочити "Завештај Марије Трандафил храму св. Николаја у Новом Саду". Ту фондацију је снабдела приходом од своје куће зване "Са иконом" у Ћурчинској улици, и ораће земље у Мртваљошу (8 јутара) и Камендину (73 јутра). Поред издржавања тог  храма, издржавао би се од тог прихода и његов свештеник, "певац" и звонар, а и удова попадија.
Супружници Трандафили су у међусобном договору начинили два тестамента, 1862. и 1878. године. Сву своју имовину - капитал вредан 700.000 ф. завештали су Српској православној цркви и Матици српској. Главни "генерални" извршитељ њихове воље био је Маријин Братић, угледни новосадски трговац Кирил М. Поповић.

### Добротворни рад
Зарађени новац Марија и Јован Трандафил улагали су, пре свега, у куповину кућа и у добротворне сврхе.
Пред смрт Јованову 8. октобра 1862. године, сачинили су супружници у договору први тестамент. Документ се састојао из пет тачака. Као прва, намењено је 140.000 ф. као приход од 489 ланаца новосадске земље за 12 гимназијских стипендија. Добри ученици би примали по 500 ф. годишње, на месечне рате. Друга тачка се односи на мању кућу на новосадској чаршији, чији је чист годишњи приход 1200 ф. Он је намењен новосадској православној цркви. Трећа тачка помиње једну већу кућу у новосадској чаршији, са чистим приходом од 4000 ф. Ту би остао да живи њен брат Марко Поповић. у четвртој тачки, радило се о двема кућама у Лебарском сокаку и једној великој кући у Осијеку са приходом од 2500 ф. Требало је генерални извршитељ њихове воље да то сваке године раздели сиротињи и болницама у Осијеку, Сомбору и Новом Саду. Последња, пета тачка решава питање покојникове (Јованове) родбине у Ердељу. Њима је дато 50.000 ф. у готовини.
Кућу на пијаци поред оне у којој је живела и умрла, поклонили су саборном храму. Од куће у Лебарском сокаку одредили су да од прихода годишње по две сироте православне девојке удају. Другу кућу у тој улици звану "код Сремца" су наменили од прихода да се издржавају сироте удовице и немоћни трговци и мајстори. Кућу у Осијеку - од прихода да се подједнако помогне болницама у Новом Саду, Сомбору (плус и приход од осам јутара земље) и Осијеку. Обновили су и Николајевску цркву у Новом Саду, иконостас Успенске цркве, као и јерменско-католичку цркву. Мермерни крст, који се данас налази у Саборној цркви у Новом саду, направљен је по налогу Марије Трандафил.
Марија је изменила тестамент 1878. године, и унела неке измене првобитне воље. Тада је основала неке задужбине под својим именом и прецизирала расподелу остатка имовине двадесет година након мужеве смрти.
Саборној цркви је оставила приде и 100 ф. годишњег издржавања. Слепом Новосађанину Николи Лучићу оставила је добротворка месечно издржавање "легат" по 30 ф. Посебне "легате" наменила је пријатељима и лицима која су била уз њу до њеног упокојења.
Године 1874. Марија је као "занатлијска кћи" платила израду скупоцене заставе новосадске "Задруге Срба занатлија". За време Првог српско-турског рата (1876) је била председница одбора за прикупљање помоћи рањеницима.
Након смрти Марије Трандафил, у локалу куће «Код иконе» отворена је чувена апотека «Код спаситеља», а од 1913. године ту је радила Поповићева апотека, која је национализована половином 20. века.

## Задужбине
После њене смрти је основан фонд из кога су се школовали многи ђаци Српске велике гимназије. Деца су морала бити православне вероисповести, али без разлике у народности, а трећина је била намењена деци из Ердеља (Трансилваније). По првом тестаменту, приходом од 476 јутара земље образовали су задужбину за школовање сиромашне, даровите деце. Када је основала 1878. године "Задужбину Марије Трандафил за новосадске гимназијске ђаке" унела је измене. Поменуту земљу од 476 јутара, сада је поделила на два дела. Од једне половине новосадске земље (238) одредила је да се оснује стипендијска заклада за издржавање 30 новосадских гимназијалаца. Том земљом је имао да руководи Патронат гимназијски.
Њена највећа задужбина је био Завод за издржавање сироте и сиромашне деце у Новом Саду, "Заведеније Марије Трандафил за српску православну сирочад", о коме је требало да се стара Матица српска, а у случају њеног пресељења или укидања, православна општина у Новом Саду. Градња задужбине је требало да за почне оног тренутка кад је капитал достигао суму од 300.000 форинти, од чега је 100.000 требало да служи за градњу зграде у којем ће бити смештена мушка сирочад, а од остатка, по фртаљ суме да иде за издржавање Завода. У том здању су под управом Матице српске боравила православна сирота деца између 6-12 година узраста. Стасали дечаци би затим били слати на занате, а по оспособљавању добијали би по 500 ф. да крену самостални посао. Тек 1908. године је изабран пројекат Момчила Тапавице, Зграда је завршена 1912. године, када је у ово здање осим деце без родитеља, до Првог светског рата била смештена и градска читаоница.. Та фондација је објединила "сву осталу покретну и непокретну имовину". Тестамент је дуго био оспораван и постао је правоснажан 1904. 
Репрезентативан изглед овог здања је одударао од сврхе којој је она била намењена. После Првог светског рата, у сиротишту је било мало питомаца, а зграда се користила за смештај војника различитих војски. Године 1928. Матица српска је одлучила да се у зграду смести Трандафилкин завод. Тада је унутрашњост зграде знатно измењен, а друго сиротиште је подигнуто на задужбинском плацу на Сајлову 1930. Тамо је изграђен нови комплекс зграда који су чинили: кућа за смештај деце, економска зграда и стан управитеља. Сваком питомцу је након завршене школе следовало по 500 форинти, за отпочињање посла.
Дом је за време Другог светског рата, током мађарске управе претворен у Дом за преваспитавање девојака и као такав је радио све до ослобођења 1944. Имовина Марије Трандафил је после рата, аграрном реформом експроприсана, чиме је нарушен тестамент. Сиротиште је после рата наставило са радом, али је био предвиђено за проширивање и реконструкцију у Дом за преваспитање младежи, који је неколико година касније затворен и од тада се у згради на Сајлову налази Ветеринарски институт.
Према завештању је основан и фонд за помоћ Николајевској и Успенској цркви. Трећину чистог прихода од куће у Осјеку добио је тадашњи Убошки дом, који се налазио у Николајевској порти, а за потребе саме Николајевске цркве поклоњена је „Кућа код иконе”. Из овог фонда Николајевске цркве издржавани су свештеник, црквењак и један појац, док је за попадију, у случају да остане удовица, предвиђено доживотно издржавање од 200 форинти годишње.
Јерменска црква је срушена октобра 1863. године. Тада је остао само један зид, који је затим 80-тих година 20. века ископан.
У власништву Марије Трандафил су биле куће у Змај Јовиној, Пашићевој, Дунавској и Милетићевој улици и касније су завештане Матици српској и новосадској црквеној православној општини. Иницијативом руководства Научног института за ветеринарство " Нови Сад", 2017. године на улазу у зграду Научног института за ветеринарство "Нови Сад",  постављена је спомен плоча у част српске добротворке Марије Трандафил. На осталим зградама се не налази никакво обележје о њеној задужбини.